# Хэтауэй, Амалия Дж.
Амалия Луиза Джон Хатауэй (урождённая Амалия Луиза Джон; 1839 — 26 декабря 1881) —немецко-американский философ и лектор. Внесла вклад в дискуссию о философском пессимизме в Германии.

## Жизнь и карьера
Амалия Луиза Джон родилась в 1839 году в Мюльхаузене, Саксония, тогда Королевство Пруссия. Когда ей было двенадцать лет, её отец, Карл Джон, перевёз семью в Висконсин, но позже они поселились в Мендоте, штат Иллинойс. С пятнадцати лет она управляла сельской школой, что было её источником дохода.
В 1870 году Мичиганский университет впервые принял в ряды студентов женщин, вскоре после этого Амалия поступила туда в качестве студентки очного отделения по математике, языкам и философии. Она училась с 1870 по 1871 и с 1872 по 1875 годы. Преподаватель Бенджамин Кокер познакомил её с трудами немецких метафизиков и философов, включая Канта, Гегеля, Шопенгауэра и фон Гартмана, которые она могла читать и понимать на языке оригинала.
Во время учёбы она познакомилась с Бенджамином Хэтауэем, поэтом-самоучкой, садоводом в питомнике растений, который впоследствии стал её мужем. Пара регулярно посещала Философское общество Чикаго, где Амалию позже пригласили прочитать собственную лекцию.
Единственная публикация Хатэуэй «Шопенгауэр», 18-страничная статья, опубликованная в журнале Education, была основана на лекции, прочитанной в Конкордской школе философии, о лекции сообщала The New York Times. Луиза Хэтауэй была охарактеризована как «вероятно, самая подкованная в философии среди американских женщин». Другие её неопубликованные работы: «Иммануил Кант», «Гегелевская философия», «Гартман», «Пессимизм и гегелевская философия» и «Ментальный автоматизм».
Луиза Хэтауэй скоропостижно скончалась у себя дома в городке Прери-Ронд, штат Мичиган, 26 декабря 1881 года. Ей было 41 (или 42) года.

## Наследие
Луизу Хэтауэй описывали как «забытую женщину-философа», которой «феминистское философское движение за возрождение» почти не уделяло внимания. Её также называют непризнанным участником споров о немецком пессимизме. Кроме того, Хэтауэй сравнивали с Агнес Тауберт и Ольгой Плюмахер, современными женщинами-философами, которые также внесли свой вклад в эту полемику.
Статья Кэрол Бенсик о Хэтауэй была включена в Оксфордский справочник американских и британских женщин-философов девятнадцатого века.

## Публикации
- Schopenhauer. Education. 2: 234–252. September 1881 - July 1882.{{cite journal}}:  Википедия:Обслуживание CS1 (формат даты) (ссылка)